# Rudolf Anton von Alvensleben
Rudolf Anton von Alvensleben (* 28. März 1688 in Neugattersleben; † 4. August 1737 in Hannover) war ein hannoverscher Minister.

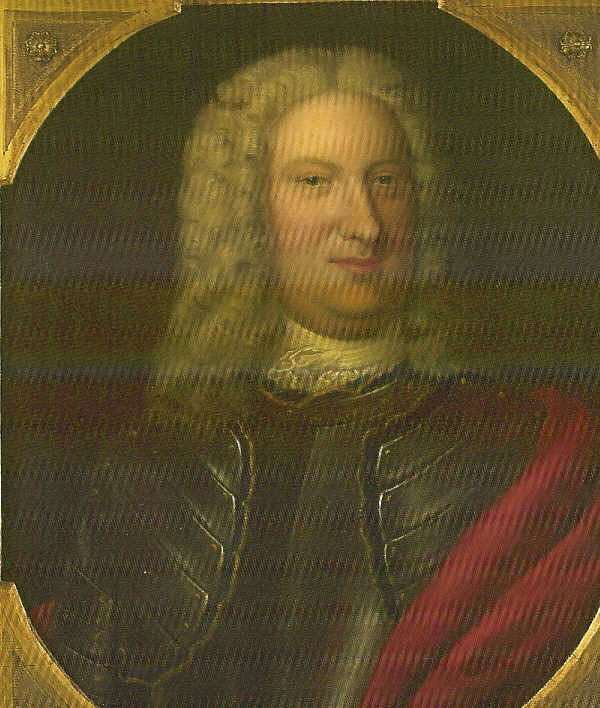
Rudolf Anton von Alvensleben

## Leben
Rudolf Anton von Alvensleben entstammte der niederdeutschen Adelsfamilie von Alvensleben. Geboren auf Schloss Neugattersleben als ältester Sohn des Ministers Johann Friedrich II. von Alvensleben (1657–1728) und von Adelheid-Agnes von der Schulenburg (1664–1726) begann er bereits mit fünfzehn Jahren ein Studium der Rechtswissenschaften an der Universität Halle. 1707 bis 1709 setzte er das Studium in Utrecht fort, unternahm anschließend Reisen in den Niederlanden, nach London und Frankfurt am Main und arbeitete als Auditor in einer Kanzlei in Wolfenbüttel. 
Von 1711 bis 1717 war er als Magdeburgischer Regierungsrat, erst in Halle dann in Magdeburg tätig. Seine nächste Position war die eines Ober-Appellationsrates am Appellationsgericht in Celle. 1719 wird er im Auftrage des Kaisers mit Verwaltungsaufgaben nach Rostock geschickt und bleibt dort unterstützt von dem Hofrat Ludolf Dietrich von Hugo (1683–1749) neun Jahre, bis er 1728 zum Wirklichen Geheimen Rat und Minister in Hannover ernannt wird. Seine Zuständigkeitsbereiche waren dort die Licent-, Accise-, Contributions- und andere Landesbeitragssachen. Außerdem erhielt er Sitz und Stimme in der Kriegskanzlei und in der Rentkammer. Er übte dieses Amt bis zu seinem Tode aus.
Rudolf Anton von Alvensleben war in erster Ehe mit Eleonora von Dieskau (1685–1721) verheiratet. Sie starb im Wochenbett am Fleckfieber. Aus dieser Ehe stammten sieben Kinder, unter ihnen der spätere Minister Johann Friedrich Karl von Alvensleben (1714–1795). In zweiter Ehe heiratete er Charlotte Sophia von Alvensleben (1682–1739) aus Erxleben und hatte mit ihr noch eine Tochter. Er starb mit 49 Jahren am 4. August 1737 in Hannover und wurde in der Patronatskirche in Neugattersleben beigesetzt. Sein Grabtafel befindet sich dort noch in der Wand der äußeren Turmhalle der 1889 neu erbauten Kirche, ebenso die seiner zweiten Frau Charlotta Sophia.